# كم يونغ داي
كيم يونغ داي (الكورية: 김용대)، من مواليد 11 أكتوبر 1979 في مريانغ في كوريا الجنوبية، لاعب كرة قدم كوري جنوبي.
بدأ مسيرته الكروية مع نادي بوسان أي بارك في عام 2002، ولعب معهم حتى عام 2005، وشارك معهم في 85 مباراة، ومنذ عام 2006 وهو يلعب مع نادي سونغنام لكرة القدم.
و قد بدأ باللعب مع منتخب كوريا الجنوبية لكرة القدم في عام 2000.

## روابط خارجية
- كم يونغ داي على موقع الاتحاد الدولي (مؤرشف)  (الإنجليزية)
- كم يونغ داي على موقع دوري كوريا الجنوبية (الإنجليزية)
- كم يونغ داي على موقع قاعدة بيانات كرة القدم.إي يو (الإنجليزية)
- كم يونغ داي على موقع ناشيونال فوتبول تيمز (الإنجليزية)
- كم يونغ داي على موقع Soccerway.com (الإنجليزية)
- كم يونغ داي على موقع أوليمبيديا (الإنجليزية)